# Tristan Pfaff
Tristan Pfaff, né le 23 avril 1985, est un pianiste français.

## Biographie

### Formation
Tristan Pfaff commence ses études de piano au conservatoire à rayonnement régional de Nantes. Il intègre ensuite celui de Rueil-Malmaison, dans la classe de Denis Pascal, professeur qu'il retrouvera au Conservatoire national supérieur de musique et de danse de Paris (CNMSDP), en tant que professeur assistant de la classe de piano de Michel Béroff. Tristan Pfaff réussit le concours d'entrée du CNSMDP à quinze ans, admis à l'unanimité du jury.
C'est toujours au sein de la classe de Michel Béroff et Denis Pascal que Tristan Pfaff intègre le cours de perfectionnement du CNSMDP, avant de se tourner vers un des professeurs honoraires du Conservatoire de Paris, le pianiste Aldo Ciccolini, avec qui il travaillera tout particulièrement "le son" et dont il observe attentivement la façon de sculpter le son au clavier.

### Palmarès
Dès 2002, alors qu'il n'a que dix-sept ans, Tristan Pfaff se rend en Ukraine où le 6e Concours international Vladimir Krainev le distingue parmi ses lauréats du Prix spécial EMCY. En 2003, il est Premier prix et Prix spécial du Concours international de piano d'Arcachon et remporte également un prix lors du XVe Concours international Vianna da Motta. En 2005, c'est à Porto qu'il remporte un 2e prix et le Prix spécial. En 2007, outre un 3e prix au Scottish International Competition à Glasgow, il est l'un des lauréats du Concours Long-Thibaud. Enfin, en 2008, il remporte le 2e prix du Concours international de Ferrol. Il est également lauréat des fondations Adami, dont il est Révélation classique en 2006, et Natexis.

## Carrière
Tristan Pfaff connaît un succès grandissant auprès du public. Invité du petit écran dans la "Boîte à Musique" de Jean-François Zygel et de "Vivement Dimanche" chez Michel Drucker, il se fait remarquer par son jeu unique et sa grande virtuosité.
Il est un invité régulier des scènes les plus prestigieuses : festivals d’Auvers-sur-Oise, les Folles Journées, Heidelberg, Nohant, La Roque-d'Anthéron, Liszt en Provence, les Serres d'Auteuil, les Musicales du Golfe, Menton, Pablo Casals, Orangerie de Bagatelle, Cité de la Musique, Victoria Hall, Petit Palais, Salle Cortot, Hôtel Matignon, théâtre du Ranelagh... Il s'est produit en soliste avec l'Orchestre National de France, le BBC Scottish Symphony Orchestra, l'Orchestre de Bretagne, l'Orchestre de Massy, l'Orchestre Philharmonique Européen... Ses trois albums chez Aparté, en 2011, à l'occasion de l'année Liszt officielle, en 2013, consacré à Schubert et "Piano Encores" en 2015 ont remporté un vif succès, album présenté en avant-première lors du récital qu'il a choisi de donner au profit du Projet Imagine, le jour de ses 30 ans : le 23 avril 2015. 2 autres enregistrements ont été réalisés pour le label AdVitam Records, 12 études de Karol Beffa en 2018 et "Tableaux d'enfances" en 2020.
Tristan Pfaff est lauréat du Concours Long Thibaud, fondation Banque Populaire et artiste génération SPEDIDAM. et des salles de légende comme le Victoria Hall de Genève. Il « s'impose d'ores et déjà, au sein de sa génération, comme l'un des plus grands maîtres du clavier » .

### Discographie
- Voltiges (AdVitam Records, 2021)
- Tableaux d'enfance (AdVitam Records, 2020)
- Karol Beffa (AdVitam Records, 2018)
- Encores (Aparté, 2015)
- Schubert (Aparté, 2013)

- Franz Liszt : œuvres variées pour piano (Aparté, 2011) - labellisé disque officiel pour l'Année Liszt 2011.
- Live à Auvers sur Oise : concert enregistré le 29 octobre 2009 et publié (DiscAuvers, 2010)